# Tärna IK Fjällvinden
Tärna IK Fjällvinden är en skidklubb i Tärnaby i Sverige, som bildades 1928 genom en sammanslagning av Tärna IK och IK Fjällvinden. Huvudgrenen var ursprungligen längdskidåkning, och 1937 upptogs alpin skidåkning, där klubben blev en av de mer framgångsrika i Sverige. Åkare tävlande för klubben har tillsammans tagit hela 132 världscupsegrar, 3 OS-guld och 10 VM-guld.

## Kända åkare
- Jens Byggmark, 2 världscupsegrar
- Bengt Fjällberg
- Bengt-Erik Grahn
- Hampus Mosesson
- Anja Pärson, 42 världscupsegrar
- Thomas Ringbrant
- Ingemar Stenmark, 86 världscupsegrar
- Stig Strand, 2 världscupsegrar (tävlade under den tiden dock inte för Fjällvinden utan för Groko Alpina SK, Luleå)

## Individuella VM-medaljer
- Anja Pärson, 7 guld, 1 silver, 2 brons
- Ingemar Stenmark, 3 guld, 1 silver, 1 brons
- Jens Byggmark, 1 silver
- Bengt Fjällberg, 1 brons

## Individuella OS-medaljer
- Ingemar Stenmark, 2 guld, 1 brons
- Anja Pärson, 1 guld, 1 silver, 4 brons

### Fotnoter
1. ↑  Stefan Holm (13 februari 2007). ”Med slalomhimlen runt hörnet”. Sportbladet. http://www.aftonbladet.se/sportbladet/article11137884.ab. Läst 10 december 2015.